# SportA

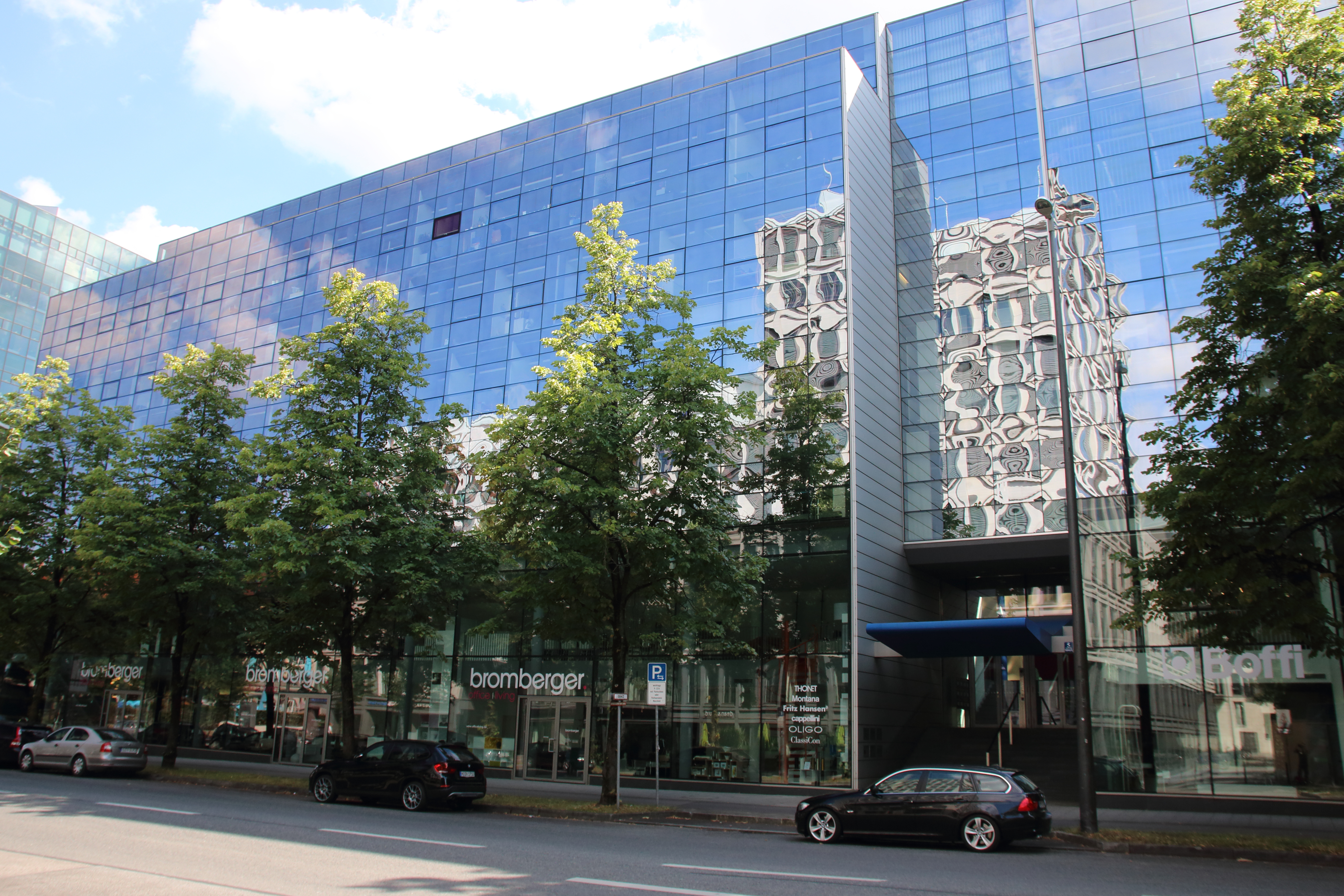
Die Agentur hat ihren Sitz im Bürogebäude an der Nymphenburger Straße 5 in München

Die SportA Sportrechte- und Marketing-Agentur GmbH mit Sitz in München ist die Sportrechte-Agentur der deutschen öffentlich-rechtlichen ARD und des ZDF. 
Über sie werden zahlreiche, wichtige Übertragungsrechte von Sportveranstaltungen für die Programme zentral eingekauft und Sublizenzrechte in anderen Ländern oder an andere deutsche Sender vergeben. SportA hält unter anderem Rechte an der Auslandsvermarktung der Inlandsspiele der Fußballnationalmannschaft sowie den Fußball-Welt- und Europameisterschaften und viele anderen Sportarten mehr. 
Gegründet wurde das Unternehmen 1995. Gesellschafter sind die Landesrundfunkanstalten der ARD (zusammen 50 %) und das ZDF (50 %).